# Temporada 1968 de las Grandes Ligas de Béisbol
La Temporada 1968 de las Grandes Ligas de Béisbol fue la última temporada del tradicional sistema de dos ligas antes de que cada una de las ligas se dividiera en divisiones para la siguiente temporada. Presentó el año de lanzamiento más dominante de la era moderna, y la primera temporada de Oakland Athletics (habiéndose movido de Kansas City después de la temporada 1967). Fue el último año de la era pre-playoffs del béisbol, en la que el equipo que terminó en el primer lugar en cada liga fue directamente a la Serie Mundial para enfrentarse entre sí para el "Campeonato del Mundo". La adición de equipos de expansión en 1961, 1962 y 1969 finalmente llevó a la aparición de un sistema de playoffs en el béisbol de la temporada siguiente.
El Juego de las Estrellas fue disputado el 9 de julio en el Astrodome y fue ganado por la Liga Nacional con un marcador de 1-0.
La Serie Mundial se llevó a cabo entre el 2 al 10 de octubre finalizó cuando Detroit Tigers derrotó en 7 juegos a St. Louis Cardinals.

## Premios y honores
- MVP
  - Denny McLain, Detroit Tigers (AL)
  - Bob Gibson, St. Louis Cardinals (NL)
- Premio Cy Young
  - Denny McLain, Detroit Tigers (AL)
  - Bob Gibson, St. Louis Cardinals (NL)
- Novato del año
  - Stan Bahnsen, New York Yankees (AL)
  - Johnny Bench, Cincinnati Reds (NL)

## Temporada Regular
| Liga Americana      | Liga Americana | Liga Americana | Liga Americana | Liga Americana | Liga Americana | Liga Americana |
| Equipo              | V              | D              | CTE            | JD             | LOCAL          | VISITA         |
| ------------------- | -------------- | -------------- | -------------- | -------------- | -------------- | -------------- |
| Detroit Tigers      | 103            | 59             | .636           | -              | 56-25          | 47-34          |
| Baltimore Orioles   | 91             | 71             | .562           | 12             | 47-33          | 44-38          |
| Cleveland Indians   | 86             | 75             | .534           | 16½            | 43-37          | 43-38          |
| Boston Red Sox      | 86             | 76             | .531           | 17             | 46-35          | 40-41          |
| New York Yankees    | 83             | 79             | .512           | 20             | 39-42          | 44-37          |
| Oakland Athletics   | 82             | 80             | .506           | 21             | 44-38          | 38-42          |
| Minnesota Twins     | 79             | 83             | .488           | 24             | 41-40          | 38-43          |
| California Angels   | 67             | 95             | .414           | 36             | 32-49          | 35-46          |
| Chicago White Sox   | 67             | 95             | .414           | 36             | 36-45          | 31-50          |
| Washington Senators | 65             | 96             | .404           | 37½            | 34-47          | 31-49          |

| Liga Nacional         | Liga Nacional | Liga Nacional | Liga Nacional | Liga Nacional | Liga Nacional | Liga Nacional |
| Equipo                | V             | D             | CTE           | JD            | LOCAL         | VISITA        |
| --------------------- | ------------- | ------------- | ------------- | ------------- | ------------- | ------------- |
| St. Louis Cardinals   | 97            | 65            | .599          | -             | 47-34         | 50-31         |
| San Francisco Giants  | 88            | 74            | .543          | 9             | 42-39         | 46-35         |
| Chicago Cubs          | 84            | 78            | .519          | 13            | 47-34         | 37-44         |
| Cincinnati Reds       | 83            | 79            | .512          | 14            | 40-41         | 43-38         |
| Atlanta Braves        | 81            | 81            | .500          | 16            | 41-40         | 40-41         |
| Pittsburgh Pirates    | 80            | 82            | .494          | 17            | 40-41         | 40-41         |
| Los Angeles Dodgers   | 76            | 86            | .469          | 21            | 41-40         | 35-46         |
| Philadelphia Phillies | 76            | 86            | .469          | 21            | 38-43         | 38-43         |
| New York Mets         | 73            | 89            | .451          | 24            | 32-49         | 41-40         |
| Houston Astros        | 72            | 90            | .444          | 25            | 42-39         | 30-51         |

## Postemporada
AL Detroit Tigers (4) vs. NL St. Louis Cardinals (3)
|                                      |
| Campeón Detroit Tigers Tercer Título |

## Líderes de la liga

### Liga Americana
Líderes de Bateo 
| Categoría           | Jugador          | Equipo | Marca |
| ------------------- | ---------------- | ------ | ----- |
| Porcentaje de bateo | Carl Yastrzemski | BOS    | .301  |
| Cuadrangulares      | Frank Howard     | WSA    | 44    |
| Carreras Impulsadas | Ken Harrelson    | BOS    | 109   |
| Carreras Anotadas   | Dick McAuliffe   | DET    | 95    |
| Hits                | Bert Campaneris  | OAK    | 177   |
| Robo de Bases       | Bert Campaneris  | OAK    | 62    |

Líderes de Pitcheo 
| Categoría         | Jugador        | Equipo | Marca |
| ----------------- | -------------- | ------ | ----- |
| Victorias         | Denny McLain   | DET    | 31    |
| Derrotas          | George Brunet  | CAL    | 17    |
| ERA               | Luis Tiant     | CLE    | 1.60  |
| Ponches           | Sam McDowell   | CLE    | 283   |
| Entradas Lanzadas | Denny McLain   | DET    | 336   |
| Juegos salvados   | Al Worthington | MIN    | 18    |

### Liga Nacional
Líderes de Bateo 
| Categoría           | Jugador               | Equipo  | Marca |
| ------------------- | --------------------- | ------- | ----- |
| Porcentaje de bateo | Pete Rose             | CIN     | .335  |
| Cuadrangulares      | Willie McCovey        | SFG     | 36    |
| Carreras Impulsadas | Willie McCovey        | SFG     | 105   |
| Carreras Anotadas   | Glenn Beckert         | CHC     | 98    |
| Hits                | Pete Rose Felipe Alou | CIN ATL | 210   |
| Robo de Bases       | Lou Brock             | STL     | 62    |

Líderes de Pitcheo 
| Categoría         | Jugador                   | Equipo  | Marca |
| ----------------- | ------------------------- | ------- | ----- |
| Victorias         | Juan Marichal             | SFG     | 26    |
| Derrotas          | Claude Osteen Ray Sadecki | LAD SFG | 18    |
| ERA               | Bob Gibson                | SFG     | 1.12  |
| Ponches           | Bob Gibson                | SFG     | 268   |
| Entradas Lanzadas | Juan Marichal             | SFG     | 325.2 |
| Juegos salvados   | Phil Regan                | LAD CHC | 25    |